# ييفجيني يابلونسكي
ييفجيني فلاديميروفيتش يابلونسكي (بالبيلاروسية: Яўген Уладзіміравіч Яблонскі) (مواليد 10 مايو 1995) هو لاعب كرة قدم بيلاروسي يلعب حالياً كلاعب وسط مع نادي أستيراس تريبوليس الذي ينافس في دوري السوبر اليوناني وكذلك مع منتخب بيلاروس لكرة القدم.

## وصلات خارجية
- ييفجيني يابلونسكي على موقع الاتحاد الدولي (مؤرشف)  (الإنجليزية)
- ييفجيني يابلونسكي على موقع الاتحاد الأوربي (الإنجليزية)
- ييفجيني يابلونسكي على موقع قاعدة بيانات كرة القدم.إي يو (الإنجليزية)
- ييفجيني يابلونسكي على موقع ناشيونال فوتبول تيمز (الإنجليزية)
- ييفجيني يابلونسكي على موقع Soccerway.com (الإنجليزية)
- ييفجيني يابلونسكي على موقع عالم كرة القدم.نت (الإنجليزية)
- ييفجيني يابلونسكي على موقع AS.com (الإسبانية)